# Odontocymbiola simulatrix
Odontocymbiola simulatrix is een slakkensoort uit de familie van de Volutidae. De wetenschappelijke naam van de soort is voor het eerst geldig gepubliceerd in 1989 door Leal & Bouchet.